# Arsenal M23
L'Arsenal M23 (in estone Arsenali püstolkuulipilduja), conosciuto anche come Arsenal Tallinn è un fucile mitragliatore estone impiegato tra il 1926 e la seconda guerra mondiale.

## Storia
Nella metà degli anni 20 l'Estonia ordinò la creazione di un nuovo fucile mitragliatore. L'arma che emerse venne progetta nel 1926 da Johannes Teiman e dopo aver superato i test venne prodotta in circa 570 esemplari dell'E-Arsenal di Tallinn, l'arma era molto simile all'MP-18 tedesco, (considerato uno dei migliori mitra prodotti in quel tempo) dal quale prende spunto. L'arma era camerata per la cartuccia 9x20 mm SR Browning, stessa munizione della pistola FN M1903 (già in dotazione all'esercito estone). Il mitra fu utilizzato della Guardia di frontiera della Lega di difesa estone, tuttavia nel 1938 venne sostituito con il fucile mitragliatore finlandese Suomi KP/-31. 
L'Estonia riuscì a vendere molti esemplari del mitra alla Lettonia e alle forze repubblicane spagnole che lo utilizzarono durante la guerra civile spagnola, alcuni esemplari vennero utilizzati da soldati estoni e lettoni durante la seconda guerra mondiale.

## Caratteristiche
L'arma come già detto era molto simile all'MP-18; infatti aveva un calcio in legno dove era alloggiata la canna e il corpo del mitra, dal quale, nel lato sinistro partiva il caricatore orizzontale a colonna singola da 40 colpi.